# Stazione di Giovi
La stazione di Giovi è una stazione ferroviaria della linea Arezzo-Stia, gestita da La Ferroviaria Italiana (LFI).
Si trova a Giovi, frazione di Arezzo.

## Strutture e impianti
È costituita da un binario passante più uno adibito agli incroci.
Vi sono due marciapiedi e un fabbricato. Quest'ultimo è composto da un pian terreno, dove si trova la sala d'attesa e la cabina del dirigente movimento, e da un piano superiore dove vi sono alcuni alloggi. Una piccola costruzione è adibita a servizi igienici. C'è anche un piccolo parcheggio.